# ŠK Rudar Kostolac
Rudar Kostolac – serbski klub szachowy z siedzibą w Kostolacu.

## Historia
Klub został założony w maju 1945 roku. W latach 2011 i 2017 klub rywalizował w Prvej lidze kobiecej. W 2022 roku Rudar powrócił do Prvej ligi. Od sezonu 2023 zespół podjął ponadto uczestnictwo w Prvej lidze męskiej. W 2024 roku drużyna kobieca uczestniczyła w rozgrywkach Pucharu Europy kobiet. Serbski zespół odniósł wówczas zwycięstwa nad She Plays To Win, Wasa SK i Zmajem Belgrad, zremisował z Rishon LeZion Chess Club oraz przegrał z Ajka BSK, Napredakiem Zenica i MŠK Centar i w klasyfikacji końcowej zajął dziewiątą pozycję. W 2024 roku klub zajął piąte miejsce w Prvej lidze kobiecej.
Zawodnikami klubu byli m.in.: Savitha Shri Baskar, Jewhenija Dołuchanowa, Danilo Milanović, Vignesh Narayanan Rajeshwari, Visakh Narayanan Rajeshwari, Martin Petrow i Nadia Tonczewa.